# Birtukan Adamu
Birtukan Adamu (ur. 29 kwietnia 1992) – etiopska lekkoatletka specjalizująca się w biegach długodystansowych.

## Osiągnięcia
| Rok  | Impreza                     | Miejsce  | Konkurencja                   | Pozycja     | Wynik    |
| ---- | --------------------------- | -------- | ----------------------------- | ----------- | -------- |
| 2010 | Mistrzostwa świata juniorów | Moncton  | bieg na 3000 m z przeszkodami | 2. miejsce  | 9:43,23  |
| 2011 | Mistrzostwa Afryki juniorów | Gaborone | bieg na 3000 m z przeszkodami | 1. miejsce  | 9:53,80  |
| 2011 | Mistrzostwa świata          | Taegu    | bieg na 3000 m z przeszkodami | 14. miejsce | 10:05,10 |
| 2011 | Igrzyska afrykańskie        | Maputo   | bieg na 3000 m z przeszkodami | 3. miejsce  | 10:02,22 |
| 2016 | Mistrzostwa Afryki          | Durban   | bieg na 3000 m z przeszkodami | 5. miejsce  | 9:50,52  |

Złota medalistka mistrzostw kraju.

## Rekordy życiowe
- Bieg na 3000 m z przeszkodami – 9:20,37 (2011) były rekord świata juniorek
- Bieg na 3000 m (hala) – 8:58,73 (2012)